# Cameron Knowles
Cameron Knowles (Auckland, Nueva Zelanda, 11 de octubre de 1982) es un exjugador y entrenador de fútbol neozelandés. Actualmente está sin club.

## Carrera como jugador
Knowles jugó fútbol universitario para la Universidad de Akron y fue capitán del equipo en su último año.También jugó en la USL Premier Development League para el Chicago Fire Premier, haciendo 14 apariciones y anotando dos goles en la liga.
En 2005, fue seleccionado por el Real Salt Lake de la Major League Soccer en la cuarta ronda del Draft Suplementario.Hizo su debut profesional el 22 de junio de 2007 contra Los Angeles Galaxy y totalizó 346 minutos en cuatro partidos en su temporada de novato, aunque fue liberado a finales de año.
Knowles firmó con los Portland Timbers de la USL First Division en 2007 y jugó en los 28 partidos de la temporada regular en su temporada de debut con el equipo, anotando dos goles y siendo nombrado como uno de los tres finalistas para el Defensor de la Temporada.Fue titular en 29 de 30 partidos para los Timbers en 2008 y fue incluido en el segundo equipo de la USL First Division All-League.
En agosto de 2009, Knowles sufrió una grave lesión en la pierna en Montreal que lo dejó fuera de juego durante el resto de la temporada y parte del 2010. El 26 de julio de 2011, fichó por el Montreal Impact.Realizó 8 apariciones para el club canadiense antes de retirarse, luego de que lo liberaran el 12 de octubre de 2011.

## Carrera como entrenador
El 26 de enero de 2012, el Portland Timbers de la Major League Soccer anunció la incorporación de Knowles al cuerpo técnico como asistente técnico del entrenador John Spencer.Ocupó ese cargo hasta el año 2018, cuando asumió el control del Portland Timbers 2.Durante su estancia, logró que el equipo clasificara a los play-offs por primera vez en su historia.
El 6 de diciembre de 2021, fue confirmado como el primer entrenador del Minnesota United 2.El 5 de enero de 2024, Knowles fue anunciado como técnico interino del primer equipo luego de la renuncia de Sean McAuley.El 27 de febrero, fue reemplazado en su cargo por Eric Ramsay.

## Clubes

### Como jugador
| Club                 | País           | Año       |
| -------------------- | -------------- | --------- |
| Chicago Fire Premier | Estados Unidos | 2004      |
| Real Salt Lake       | Estados Unidos | 2005-2006 |
| Portland Timbers     | Estados Unidos | 2007-2010 |
| Montreal Impact      | Canadá         | 2011      |

### Como entrenador
| Club               | País           | Año       |
| ------------------ | -------------- | --------- |
| Portland Timbers 2 | Estados Unidos | 2018-2021 |
| Minnesota United 2 | Estados Unidos | 2021-2023 |
| Minnesota United   | Estados Unidos | 2024      |